# Колдовство

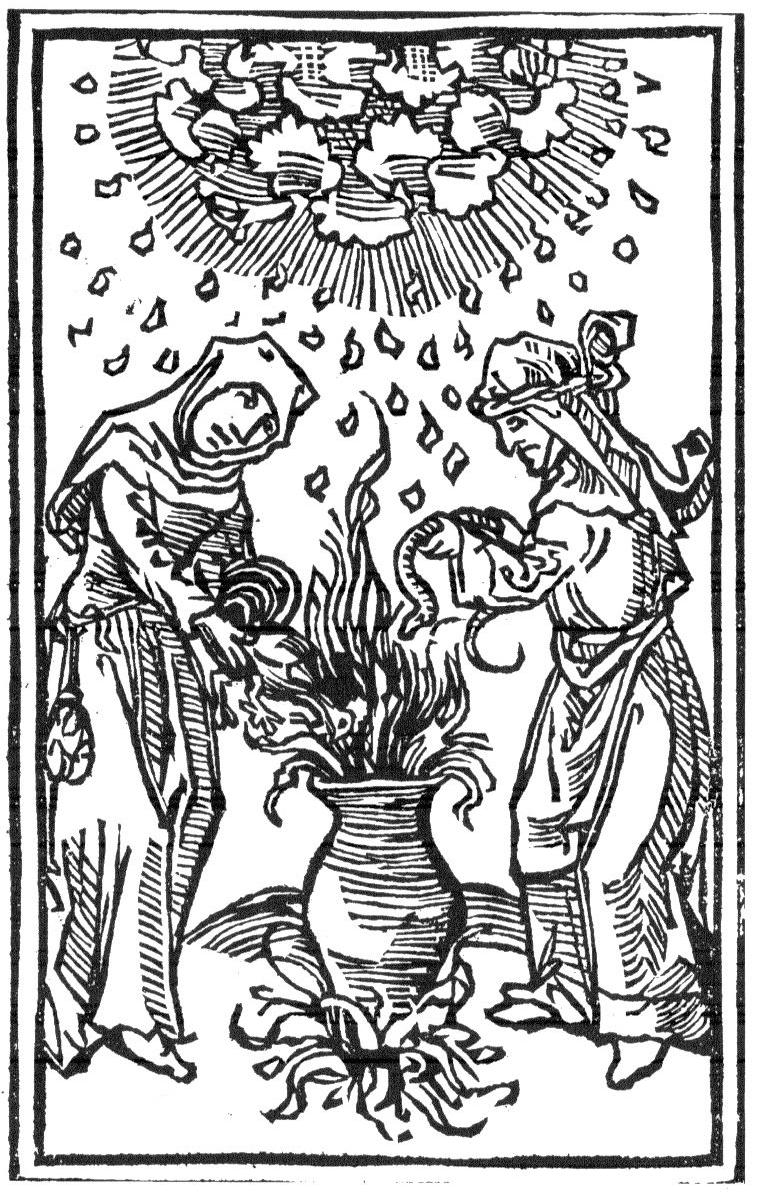
Приготовление колдовского зелья. Гравюра XVI века

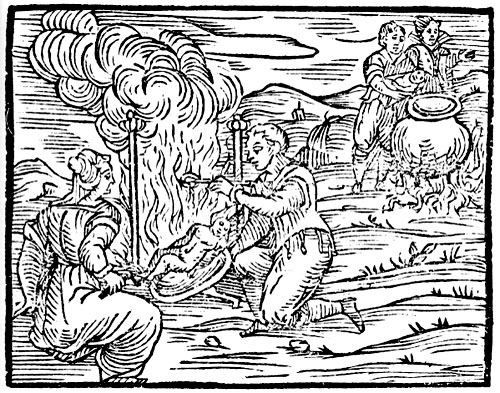
Колдовской обряд. Гравюра из книги Франческо Марио Гуаззо «Compendium Maleficarum», 1608

Колдовство́ (чародейство, ведовство, волхование, волшба, волшебство) — занятие магией как ремеслом, при котором колдун заявляет о контакте со сверхъестественными силами (языческими богами, духами предков, природы, демонами и другими).

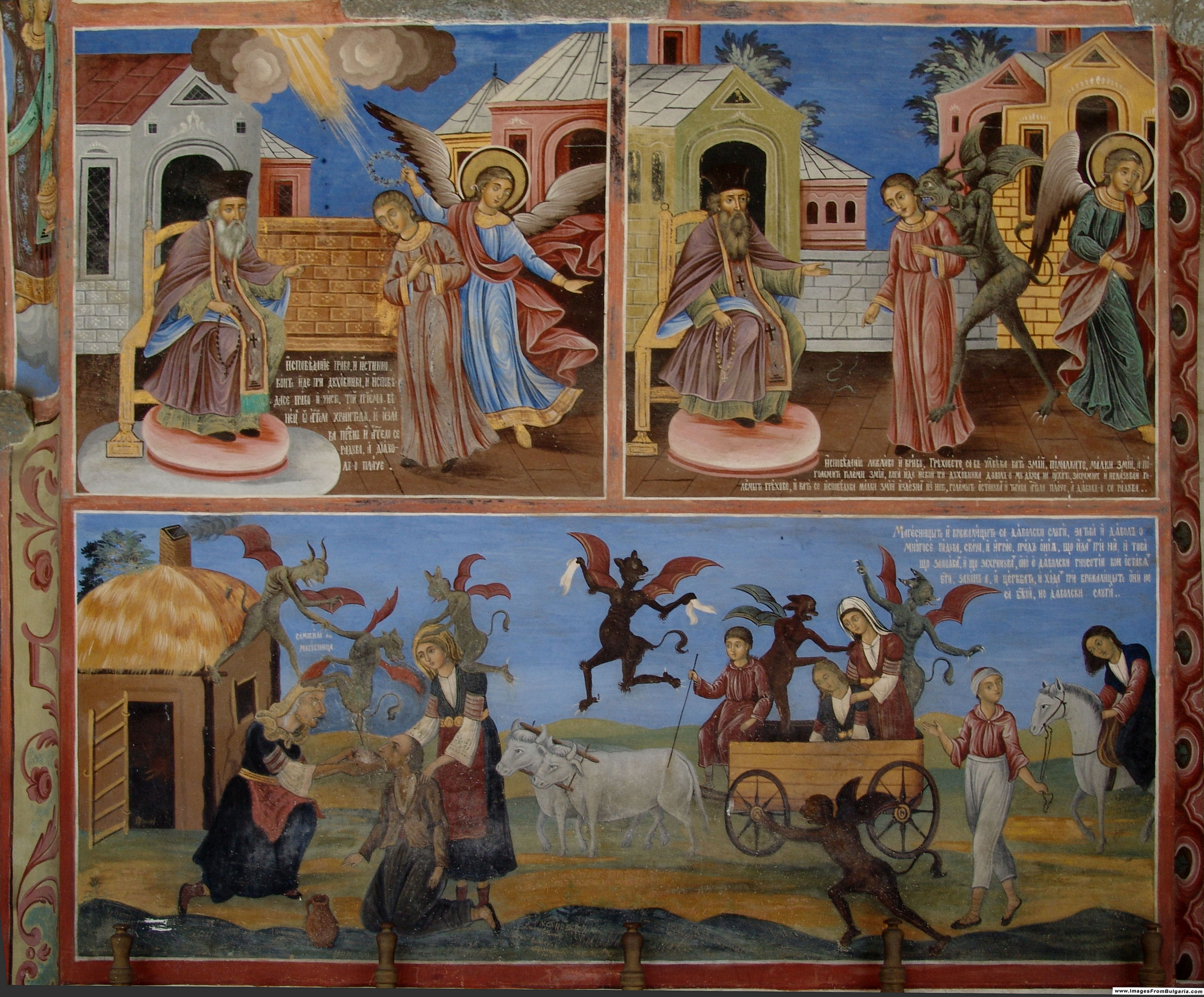
Болгарские народные колдовские ритуалы. Фреска Рильского монастыря первой половина XIX века

## Этимология и синонимы
«Домострой» предписывает переносить со смирением болезни и неудачи, объявляя последние Божьим наказанием за грехи, и отговаривает от обращения за помощью к разного рода колдунам, перечисляя пять их разновидностей: чародеи, кудесники, волхвы, мечетники, зелейники.
Лингвист Макс Фасмер отмечал, что общепринятой этимологии слова «колдовство» не существует, однако предполагал, что оно возможно первоначально означало «заговаривать».
По Г. А. Крылову: «Общепринятой этимологии не существует, <…> первоначальное значение слова колдун — „заклинатель, заговариватель“».
По мнению Н. М. Шанского и Т. А. Бобровой, «колдовать — производное от утраченного др.-рус. кълдъ (> колд) „колдун, волшебник“ < „говорящий“».
Образ колдуна и колдовства у восточных славян сформировался под влиянием представлений о волхвах и волховании — волхвы осуществляли богослужение, ритуальное жертвоприношение, могли заклинать природные явления и прорицать будущее. Слово волховать родственно ст.‑слав. влснжти — «говорить сбивчиво, неясно».
Согласно Фасмеру, устаревшее «чары» («колдовство, волшебство») восходит к др.-рус. чаръ («колдовство, заклинание») > ст.‑слав. *čarъ, которое в свою очередь восходит к индоевропейскому глаголу *kuer («делать»).
«Библейский словарь к русской канонической Библии 1816—1876 гг.» В. П. Вихлянцева приводит пример ненаучного (народно-этимологического) истолкования слова «чародей»:

...производящий магические действия, чародействия (2Пар. 33:6; Мих. 5:12). Полагают, название происходит от гадания по воде в чаше (чаре), которое было принято у халдеев.
«Ведовство» произошло от глагола «ведать», которое является исконно русским словом общеславянского происхождения (др.-рус. вѣдѣти, ст.‑слав. вѣдѣти «знать, уметь»).
Слово магия  представляет собой учёное заимствование, вероятно из латыни, может быть через Германию; не встречалось до XVIII века.

## История

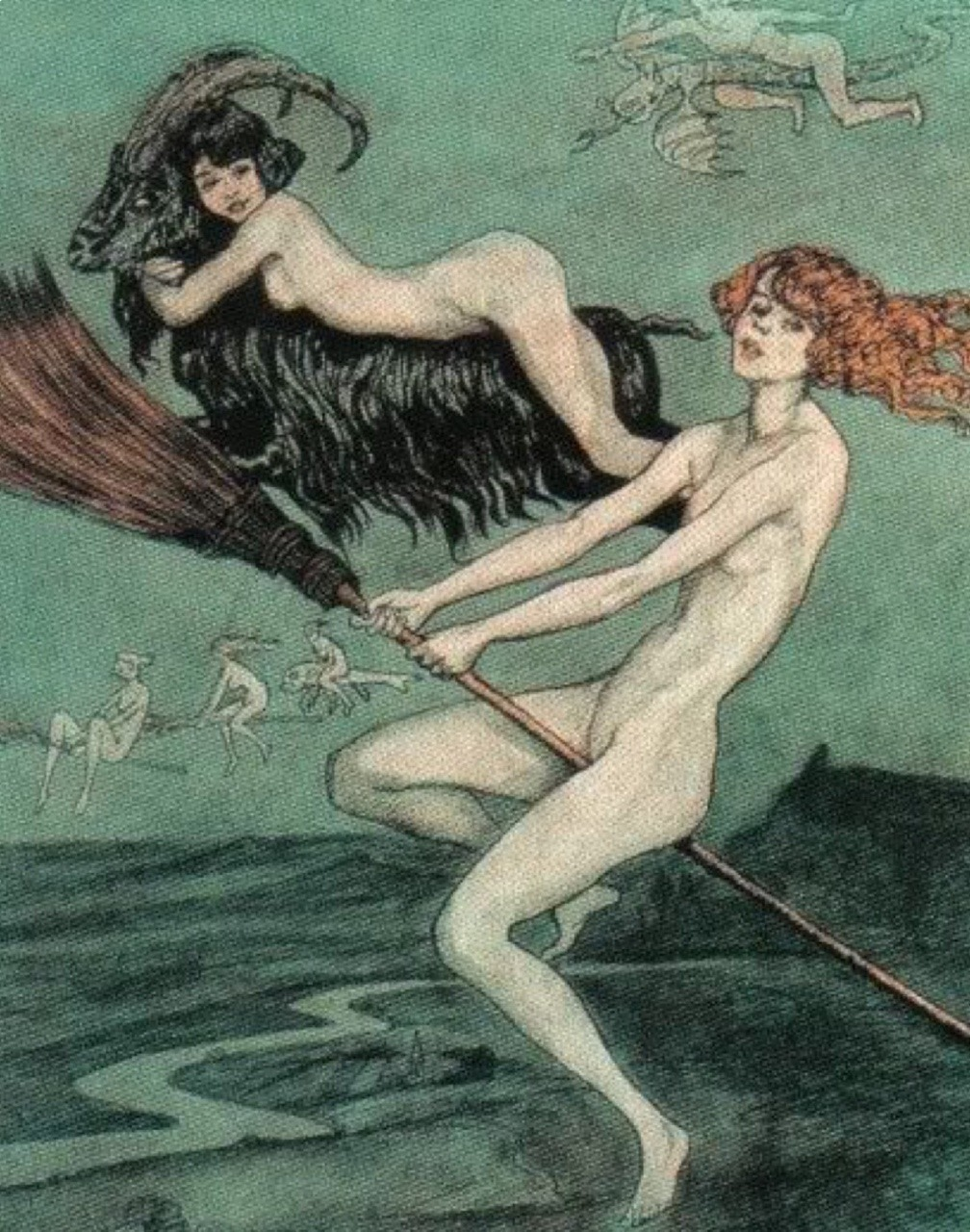
Полёт ведьм, Отто Гетце, между 1900 и 1920

Социально-культурный антрополог Э. Э. Эванс-Причард после изучения народа азанде Северного Судана в 1937 году пришёл к выводу, что у первобытных народов нет разделения на «естественное» и «сверхъестественное», и колдовство для них — часть «нормы», а не экстраординарное событие.
Рассказы о колдовстве встречаются в древнегреческих и римских текстах, а также в Ветхом завете. Например, царь Саул советуется с волшебницей из Аэндора (1Цар. 28:7). При этом древние римляне и греки явно разделяли разрешённую и благочестивую магию религии, которая даже не называлась «магией», и собственно колдовство, которое преследовалось. Так, римские децемвиры приговаривали колдунов к смертной казни за человековредительство; подобные законы имелись также в Древней Греции.
Согласно христианскому учению колдовство творится в сговоре с «нечистой силой» с использованием личных качеств «голодного духа» — обиды, зависти, мести. В раннем Средневековье колдовство связывали с одержимостью дьяволом и отказом от Бога. В Западной Европе в XIII—XVIII веках колдовство считалось средством общения со сверхъестественными силами зла, занятие колдовством было опасным занятием.
Людей, которых подозревали в колдовстве, обвиняли в сношениях с дьяволом и в богохульном исполнении церковных ритуалов, что называлось «чёрной магией». Колдовство считали причиной бедствий и устраивали «охоту на ведьм».

## Преследование за колдовство
В средневековых христианских странах за колдовство преследовали и даже казнили.
В большинстве стран Запада, и особенно в Польше и Германии, именно женщин обвиняли в колдовстве. 
На территории современных Украины и Белоруссии, которые долгое время находились под польско‑литовским правлением, преследование ведовства в значительной степени было подчинено правовым традициям, сложившимся в Литве и Польше; преобладало местное законодательство, основанное на Магдебургском праве и Литовском статуте. Нередкие были случаи сожжения на костре по обвинениям в колдовстве.

Британский филолог-славист Вильям Ф. Райан считает, что западная ведовская истерия оказала прямое влияние на формирование негативного образа женщины‑ведьмы (большее, чем образа мужчины‑колдуна) и в России:
Похоже, что идея колдовства приобрела в России новое значение как результат усилившихся контактов с вестернизированным населением Белоруссии и Украины, после того как с середины XVII века эти территории вошли в состав Московского государства, а затем и Российской империи. Западное влияние было усилено и потоком литературных переводов с западноевропейских языков, набиравшим силу с XVIII века.
В настоящее время наказание за магические обряды сохраняется в некоторых государствах. В Саудовской Аравии за такое деяние полагается смертная казнь: например, в декабре 2011 года в королевстве была обезглавлена некая Амина Бин Абдулхалим Нассар за колдовство и связь с нечистой силой. В Таджикистане в 2008 году действовала административная ответственность за колдовство, а с 2015 года за магические обряды ввели уголовное наказание (до 7 лет лишения свободы).

## Магифренический синдром
Регулярные посещения колдунов, экстрасенсов или астрологов и стремление строить жизнь по их указаниям могут являться следствием такого расстройства адаптации, как магифренический синдром (магифрения), при котором в мышлении начинают доминировать идеи и представления мистического содержания. Пациенты с магифренией испытывают тяжкие последствия и в отношении своего физического здоровья, так как «помощь» знахарей (экстрасенсов, колдунов и им подобных «специалистов») зачастую приводит к трагическим последствиям из-за несвоевременного обращения за реальной медицинской помощью:147.

## Вера в колдовство

### Испания
Францисканские монахи после своего прибытия в 1524 году в Новую Испанию привнесли веру в дьявола местному населению. Бартоломе де лас Касас считал, что человеческие жертвоприношения не были дьявольскими, а фактически были естественным результатом религиозного выражения. Мексиканские индейцы с радостью приняли веру в дьявольщину и сумели сохранить свою веру в божества «Создатель-разрушитель».
Галисия получила прозвище «страна ведьм» из-за своего мифологического происхождения. Страна Басков также пострадала от преследований ведьм, таких как случай с ведьмами из Зугаррамурди, шесть из которых были сожжены в Логроньо в 1610 году или охота на ведьм во Французской Стране Басков в предыдущем году с сожжением восьмидесяти предполагаемых ведьм на костре. Это нашло отражение в исследованиях Хосе Мигеля де Барандиарана и Хулио Каро Барохи.

### Россия
31 октября 2016 года Всероссийский центр изучения общественного мнения (ВЦИОМ) представил данные исследования об отношении россиян к колдовству. 36 % опрошенных признались, что считают определённых людей способными наводить порчу и сглаз, из них четверть (27 %) заявляет, что сталкивались с проявлениями колдовства лично. Те или иные способы охраны от злой магии применяют 29 % россиян, верящих в колдовство: защиту ищут в первую очередь в религии (43 % сказали, что молятся, посещают церковь), 14 % носят крестик или ладанку. Часть опрошенных прибегает к народным средствам: носит амулеты (12 %), особую булавку (9 %) или используют другие способы.

### Центральная Африка
Каждый год сотни людей в Центральноафриканской республике осуждаются за колдовство. Христианские ополченцы в Центральноафриканской республике также похищают, сжигают и хоронят заживо женщин, обвиняемых в том, что они являются «ведьмами» на публичных церемониях.

### Камерун
В Восточном Камеруне колдовство среди племени мака называется джамбе и относится к силе внутри человека; эта сила может сделать владельца более уязвимым. Она включает в себя оккультизм, убийства и исцеление.